# Fight the Power (Part 1 & 2)
Fight the Power, talvolta indicata come Fight the Power (Part 1 & 2), è un brano musicale del gruppo R&B The Isley Brothers, pubblicato come primo singolo estratto dall'album The Heat Is On del 1975. La canzone è notevole per il suo messaggio di protesta e per l'utilizzo della parola bullshit ("stronzate"), censurata durante le trasmissioni radio dell'epoca.

## Descrizione

### Registrazione
La canzone fu registrata nel 1975 durante una sessione di registrazione in studio nella quale il chitarrista Ernie Isley, ispirato dalle notizie del giorno, scrisse due canzoni: Fight the Power e la ballata anti-povertà intitolata Harvest for the World. Il gruppo incise entrambe le canzoni e decise di pubblicare Fight the Power come primo singolo dell'album in uscita.
Il brano venne composto quasi interamente dal solo Ernie Isley con l'aiuto del tastierista Chris Jasper. Dopo aver fatto sentire la canzone alla chitarra ai suoi fratelli maggiori, Ronnie, Rudy e O'Kelly, il trio vocale incise all'unisono la voce solista alla prima take. Ernie restò colpito dal fatto che Ron avesse inserito la parolaccia "bullshit" nella canzone. Quando gli chiese il perché, lui rispose che "era necessario dirla" e che "è quello che la gente vuole sentire".
La canzone esprime un parere negativo sulle figure autoritarie e l'ordine costituito imposto dall'alto, un sentimento condiviso da tutti i membri della band.

## Pubblicazione
Il singolo fu pubblicato nel maggio 1975 e divenne una della canzoni più popolari del gruppo, raggiungendo la vetta della classifica R&B Singles Chart e la quarta della Billboard Hot 100 negli Stati Uniti. A causa del suo forte ritmo ballabile, la canzone venne suonata molto nelle discoteche, fatto che aiutò la canzone a raggiungere la tredicesima posizione nella classifica Billboard Dance Chart. Fight the Power fu la prima canzone degli Isley Brothers a entrare nella top 20 in tre classifiche differenti.
Il successo della canzone favorì la salita in classifica dell'album The Heat Is On, che raggiunse il primo posto nella Billboard 200. La frase del testo: «We gotta fight the powers that be», anni dopo sarà riutilizzato dal gruppo rap Public Enemy nella loro celebre omonima canzone del 1989.

## Classifiche
| Classifica (1975)          | Posizione |
| -------------------------- | --------- |
| Canada RPM Top Singles     | 31        |
| U.S. Billboard Hot 100     | 4         |
| U.S. Billboard R&B         | 1         |
| U.S. Billboard Dance/Disco | 13        |
| U.S. Cash Box Top 100      | 6         |

## Riferimenti nella cultura popolare
- Nel 2015 la canzone sarà utilizzata per uno spot pubblicitario del caffè Nespresso con George Clooney e Danny DeVito.
- Il brano è stato inserito nella colonna sonora del film Out of Sight del 1998, con Clooney protagonista e co-prodotto da DeVito.[5]
- La canzone è presente nei titoli di testa del film Corpi da reato del 2013 con Sandra Bullock e Melissa McCarthy.

## Formazione
- Ronald Isley: voce, cori di sottofondo
- Rudolph Isley: voce,[6] cori di sottofondo
- O'Kelly Isley Jr.: voce,[6] cori di sottofondo
- Ernie Isley: conga,[7] chitarra elettrica, batteria
- Marvin Isley: basso
- Chris Jasper: tamburello, clavinet, pianoforte elettrico, sintetizzatore ARP